# Laza Lazarević

Laza Lazarevic

Laza Kuzman Lazarević (serb.: Лаза К. Лазаревић) (* 1. Maijul. / 13. Mai 1851greg. in Šabac; † 29. Dezember 1890jul. / 10. Januar 1891greg. in Belgrad) war ein serbischer Schriftsteller und Arzt.

## Leben
Lazarević studierte Medizin in Berlin. Er unterbrach sein Studium zweimal, um in Militärspitälern während der Kriege Serbiens mit den Türken und Bulgaren (1875–1878) zu arbeiten. Nach abgeschlossenem Studium in Berlin veröffentlichte er zahlreiche Studien, besonders auf dem Gebiet der Neurologie. Er wurde an den Serbischen Königshof berufen und Mitglied der Königlichen Akademie.

## Werke

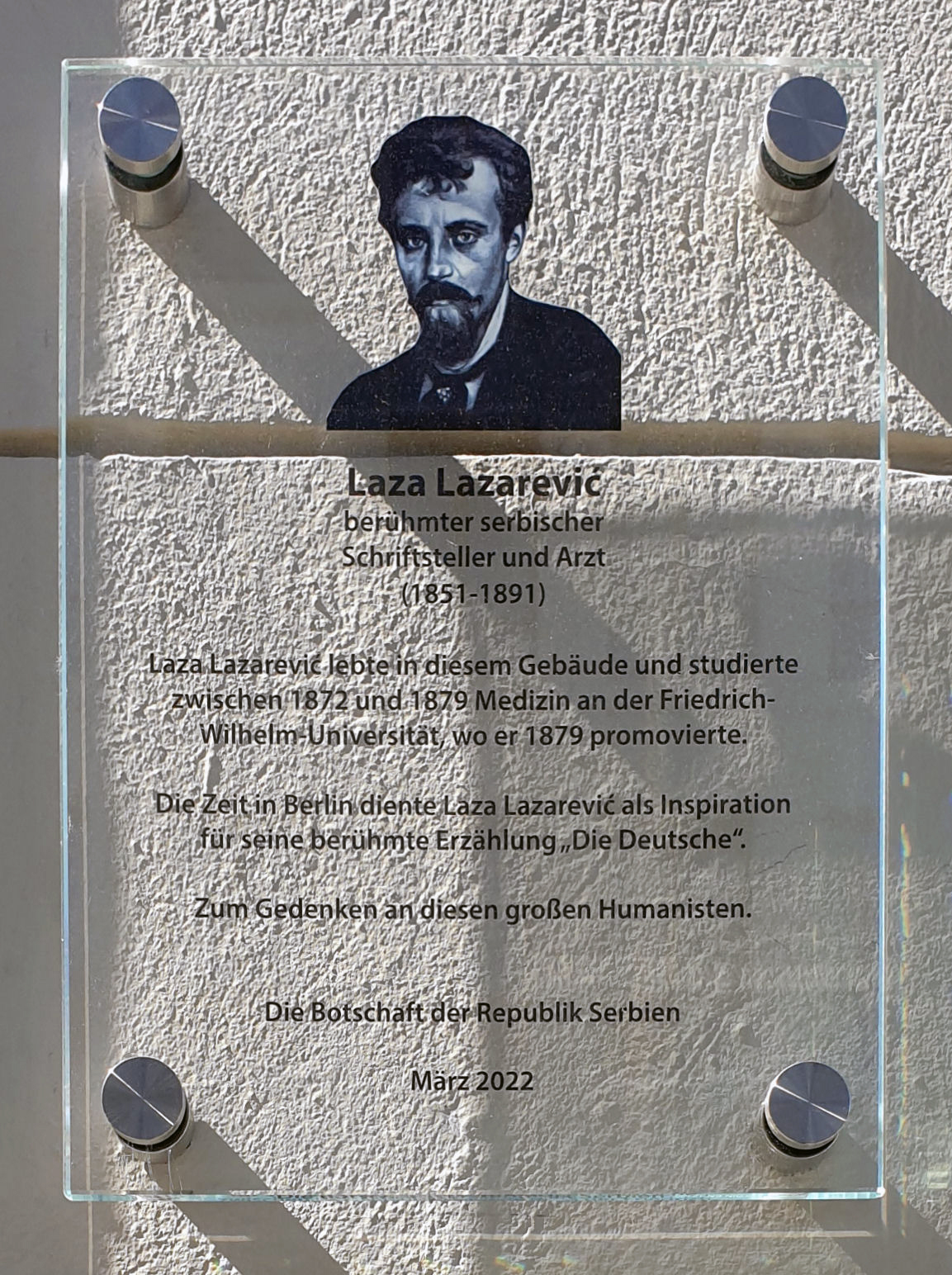
Gedenktafel am Haus, Schumannstraße 15, in Berlin-Mitte

Lazarević verfasste einige Erzählungen, die dem serbischen Realismus zugezählt werden. Er begann zunächst in seiner Jugend unter dem Einfluss der fortschrittlichen Gedanken Tschernyschewskis, wandelte sich aber bald zum Verfechter der traditionellen patriarchalischen serbischen Gesellschaft (zadruga), dessen Erzählungen meist realistisch beginnen, dann aber im Laufe der Handlung zunehmend eine idealistische Wendung erfahren. Gewisse moralisierende und didaktische Tendenzen sind unverkennbar. Dennoch zeigt Lazarević auch Missstände und Schwachstellen auf. Seine planvolle Komposition der Erzählungen, die Konzentration auf das Wesentliche, eine dramatische Begabung und eine ruhige Diktion trugen ihm den Beinamen eines "serbischen Turgenjew" ein. Die meisten Erzählungen sind Dorfgeschichten, in seinen Erzählungen von Intellektuellen und ihrer verlorengegangenen Individualität hingegen (Vetar – Wind; Verter – Werther; Švabica – Die Deutsche) zeigen sich psychologische Deutungen.
- Школска икона, Erzählung 1880 (dt. Das Schutzheiligenbild, 1896)
- У добри час хајдуци
- На бунару
- Вертер
- Све ће то народ позлатити, Erzählung 1882 (dt. Das Volk wird alles vergolden, 1886)
- Ветар
- На село
- Тешан
- Вучко, Erzählung (dt. Vučko, 1932)
- Побратим
- Он зна све, 1890
- Швабица
- Dr. Laza K Lazarević’s schönste Erzählungen, dt. 1902
- Räuber als Heiratsstifter, dt. um 1920
- Izabrane pripovetke, 1946
- Pripovetke, 2001

## Sonstiges
Nach Lazarević wurde in der Medizin das Lazarević-Syndrom und in Belgrad das Neuropsychiatrische Krankenhaus benannt. Das Lasègue-Zeichen wird auch als Lazarević-Zeichen oder Lasègue-Lazarević-Zeichen bezeichnet.
Am 8. April 2022 wurde an seinem ehemaligen Wohnort, Berlin-Mitte, Schumannstraße 15, eine Gedenktafel enthüllt.